# シェブロン

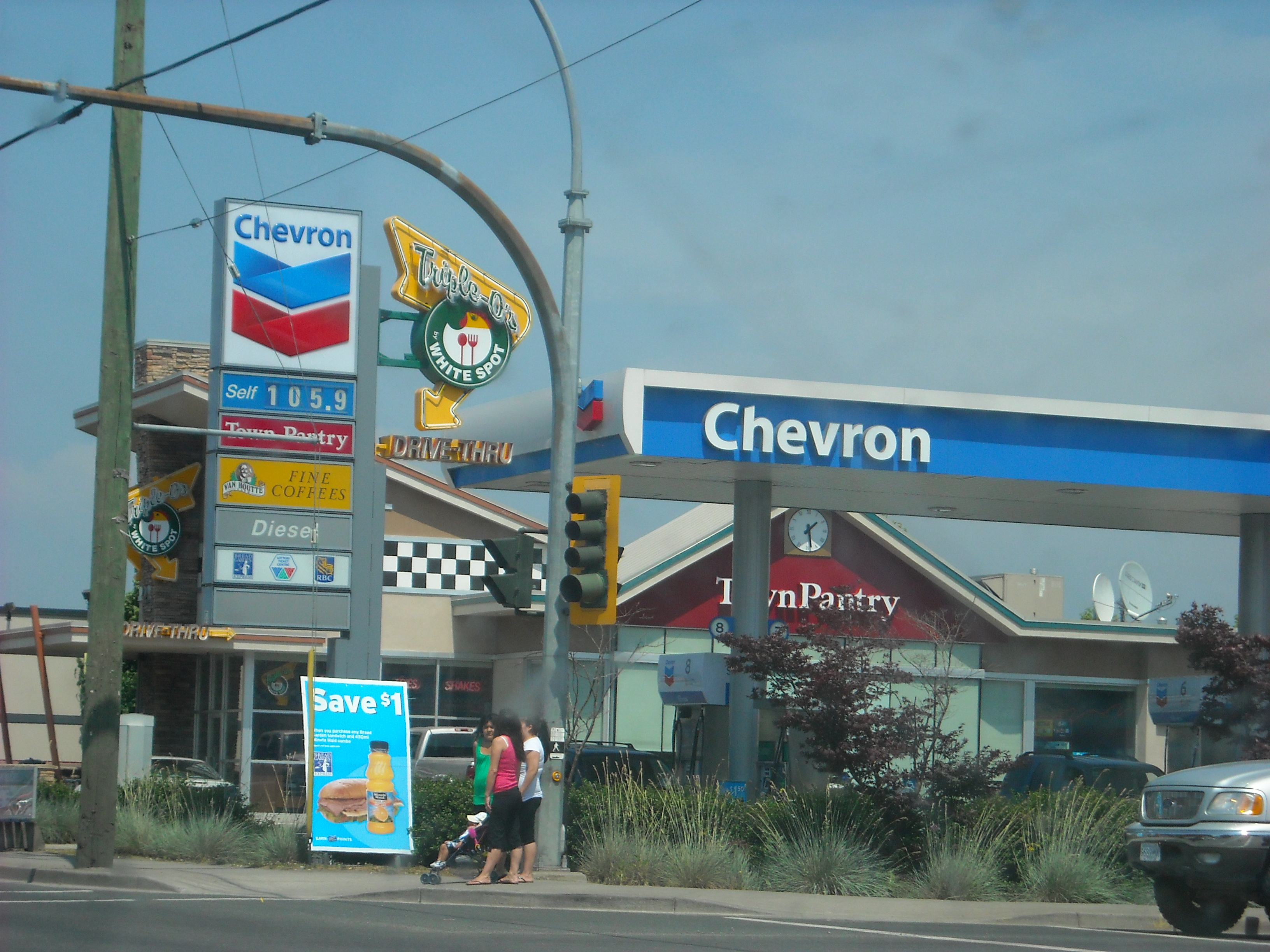
シェブロンのガソリンスタンド。赤と青のV字型のマークが目印（シェブロンと言えば本来は逆V字型〈山型〉のことを言う）。

シェブロン（英：Chevron Corporation）は、アメリカ合衆国カリフォルニア州のサンラモンに本社を置く石油企業である。
石油を始めとするエネルギー関連製品を扱う民間企業であり、現在世界の石油関連企業の中でも特に巨大な規模を持つ国際石油資本、いわゆるスーパーメジャーと総称される6社の内の一社である。

## 概要
第二次世界大戦後から1970年代まで、世界の石油の生産をほぼ独占状態に置いたセブン・シスターズ7社の内の一社である。
石油や天然ガスの探鉱、生産、輸送、精製、販売を垂直統合で一括で行っている。また、化学薬品の製造販売、発電事業なども行っており、事業規模は多方面である。
シェブロンは世界180ヶ国以上でビジネス展開している多国籍企業である。系列会社を含めて世界84カ国に販売ネットワークを持ち、約24,000ヶ所以上の小売所を持っている。アメリカ、アジア、ヨーロッパの13の発電事業者の資産を保有している。
代替エネルギー分野では、燃料電池、太陽光発電、二次電池、バイオ燃料、水素燃料、地熱発電などへの投資を積極的に行っている。
テロ対策特別措置法に基づき、日本政府がアメリカ海軍に供給している燃料はシェブロンから購入している。
シェブロンにはかつて、元国務長官のコンドリーザ・ライスが取締役として在職した（1991年 - 2001年）。

## 歴史
1879年にアメリカ合衆国で「パシフィック・コースト・オイル」として創業し、1900年にスタンダード・オイルに買収され、その一部となった。1911年に独占禁止法でスタンダード・オイルが34社に分割されると、「スタンダード・オイル・オブ・カリフォルニア」（通称：ソーカル、SOCAL）となる。1932年7月にイギリスの探検家ジョン・フィルビーの仲介で、イラク石油会社をおさえてサウジアラビア政府から東部州全域の石油利権を得ることに成功する。「スタンダード・オイル・オブ・カリフォルニア」は第二次世界大戦後から1960年代まで、世界の石油の生産をほぼ独占状態に置いた7社であるセブンシスターズの内の一社であった。
その後、1984年にセブン・シスターズの一角であったガルフ石油と合併、社名を1930年代より一部の州で使っていたブランド名からシェブロンに変更した。これより前の1966年にパラマウント映画を買収して傘下に収めたが、1994年にバイアコムに売却している。
2001年に合弁相手だったテキサコを買収し、社名をシェブロンテキサコとしたが、2005年に再びシェブロンに社名変更した。現在「ガルフ」・「テキサコ」・「カルテックス」の名は、ガソリンスタンドのブランド名としてのみ残されている。

## 年表
- 1911年5月15日 - スタンダード・オイルが34社に分割され、分割後の一社としてスタンダード・オイル・オブ・カリフォルニア (Standard Oil of California) が発足。通称はソーカル (Socal)。
- 1936年6月25日 - テキサス・カンパニー（後のテキサコ）と折半出資でカリフォルニア・テキサス・オイル・カンパニー（California Texas Oil Company、通称カルテックス Caltex）を設立。
- 1968年1月1日 - カルテックスがカルテックス・ペトロリアム・コーポレーション (Caltex Petroleum Corporation) に社名変更。
- 1984年7月1日 - ソーカルがガルフ石油と合併し、シェブロン・コーポレーション (Chevron Corporation) に社名変更。
- 2001年2月1日 - シェブロンがテキサコを買収し、シェブロンテキサコ (ChevronTexaco) に社名変更。
- 2005年5月9日 - シェブロン・コーポレーション (Chevron Corporation) に社名を戻す。

## マーケティング・ブランド

### 燃料
- シェブロン
- スタンダード・オイル
- テキサコ (Texaco)（アメリカ合衆国南東部のみ。他は2006年よりシェルによって運営される）
- ガルフ・オイル
- カルテックス

#### スタンダード・オイル

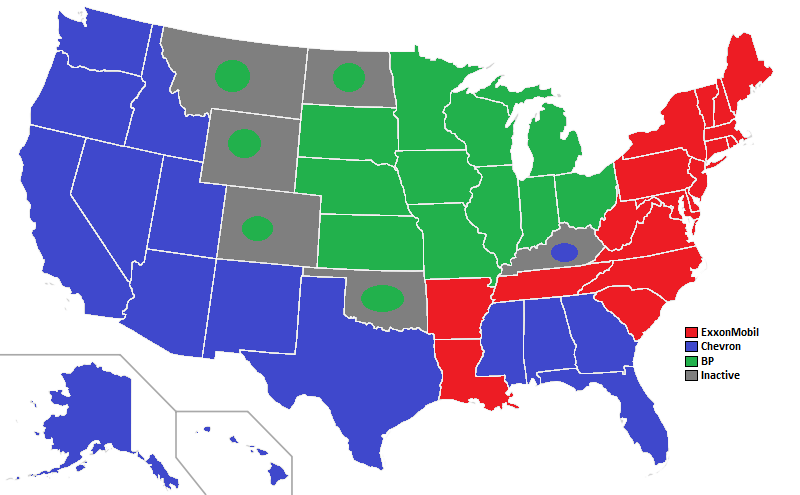
スタンダード・オイルの分割図。地図上で青で塗られている地域がシェブロンが商標権を持つ。

シェブロンはアメリカ西部・南東部の16州で「スタンダード・オイル」の商標権を持っており、以下の16州でそれぞれ一ヶ所の「スタンダード・オイル」ブランドのガソリンスタンドを運営している。
アイダホ州、アラバマ州、アラスカ州、アリゾナ州、オレゴン州、カリフォルニア州、ケンタッキー州、ジョージア州、テキサス州、ニューメキシコ州、ネバダ州、ハワイ州、フロリダ州、ユタ州、ワシントン州

#### カルテックス

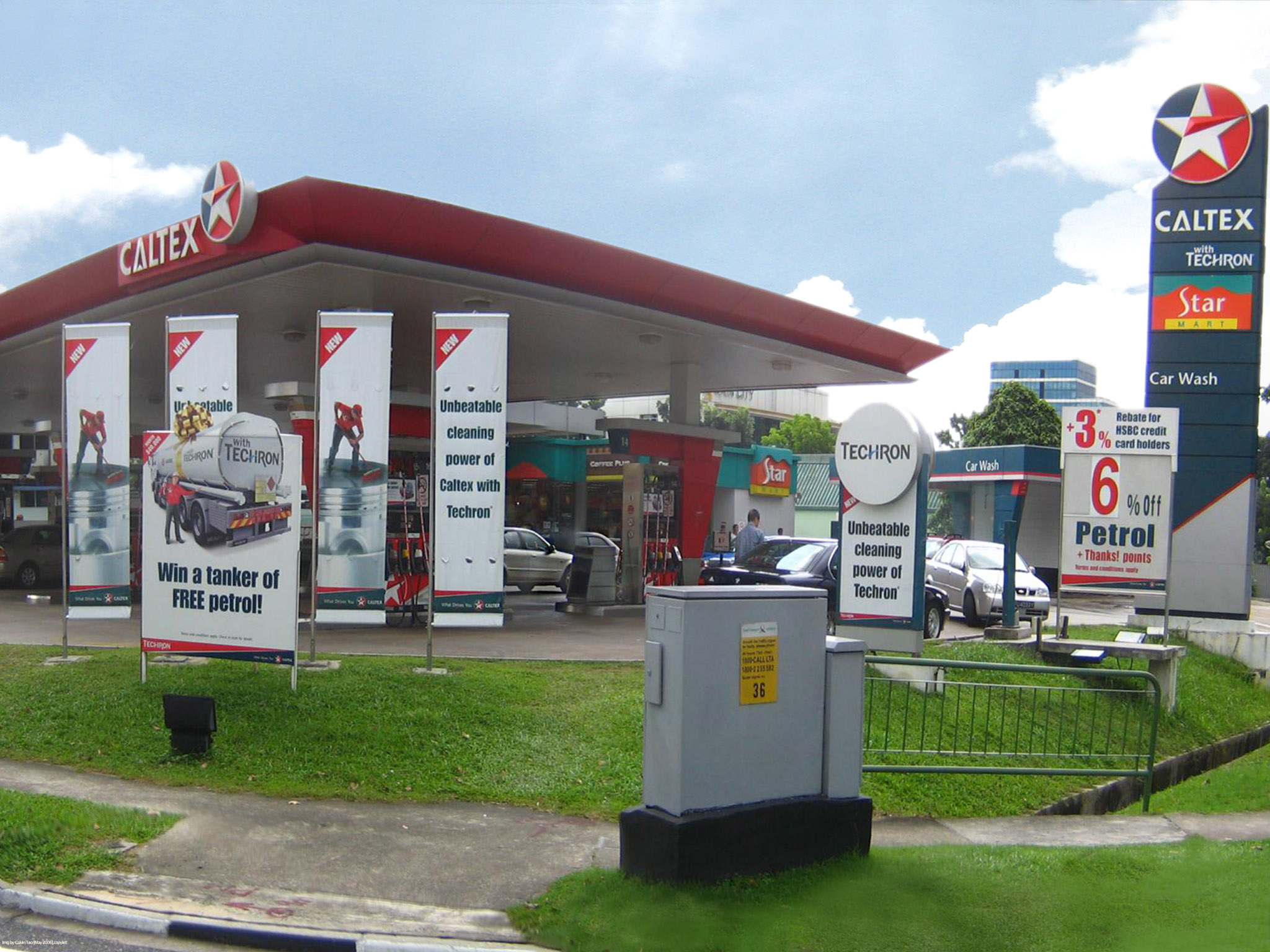
シンガポールにあるカルテックスブランドのガソリンスタンド

カルテックスは、シェブロンとテキサコが1936年に合弁で設立した会社が元になっている。1951年10月、カルテックスは、日本石油（現・ENEOS）と合弁で日本石油精製を設立した。
このため、1996年4月に日本石油がカルテックス所有の全株式を取得し100%子会社とするまで、同社が外資系といわれた。
前述のとおり、シェブロン・テキサコの成立に伴い、カルテックスは吸収合併され、現在はブランドのみ残されている。
日本石油が1983年にシンボルマークを「サンライズマーク」（日の丸の下部分）に切り替えるまで、同社のスタンドのサインポール（看板）は「カルテックス」、またスタンドの防火壁は日石の「コウモリマーク」と「カルテックス」のマークを並べて使用しており、切り替え後も上記の日本石油精製合弁解消までサービスルームの壁にカルテックスマークを掲げていた。
韓国では、2005年にLGグループの一部がGSグループとして独立した際に石油部門に当たる「LGカルテックス精油」から「GSカルテックス」に社名を変更した。ただし「カルテックス」のマークは使用していない。

### 潤滑剤
- Havoline（Texaco）
- DEX
- Chevron Supreme

シェブロンは1953年に世界で初めてマルチグレードエンジンオイルの開発に成功し、SAE 15W-40オイルを販売した。これは低温下では過去のSAE15相当と低めの粘度を持ち、高温では過去のSAE40相当の高めの粘度を確保することに成功した。これによりエンジンの低温での粘度負荷を軽くすることで始動を容易にし、また高温でも粘度が低下しないことで潤滑性能を高めることが可能となった。
これはベースオイルの粘度の温度依存性を減らすために分子構造を異性化と呼ばれる手法で改質し、ポリマーなどの高温でも粘度を確保する添加剤など導入するなど複合的な技術である。その後のマルチグレードエンジンオイルの普及により、オイルの使用温度域が拡大し、多くのエンジンで冬季と夏季でエンジンオイルを変更する必要がなくなった。
日本ではシェブロン（Chevron）ブランドのモーターオイルは正規輸入はされていない。シェブロンジャパンは、日本ではカルテックスブランド（CALTEX）で展開しており、シェブロンブランドの販売はしていない。しかし、会員制マーケットのコストコが、Chevron SupremeをUS小売り価格に1クオートあたり0.50ドル程度上乗せの価格で販売している。日本では、潤滑油はインフレ価格なため、2014年以降の円安になる以前は、コストコの販売価格は小売り最安値レベルであった。
このシュプリームのオイルはISOSYNと呼ばれる高度水素化精製技術を使用しており、グループⅡ+に分類されていた。これは、一般的なグループIIの鉱物油より特性が優れた中級品であった。ISOSYNはその後も改良を重ねられ、現在ではグループIIIオイルを製造するための基本的な技術となっている。シェブロンは鉱物油の高品質化技術や触媒に関わる特許を多く取得しており、技術と製品を世界の多くのオイルメーカーに提供している。
その後、シェブロンジャパンは日本の高級エンジンオイル市場から撤退した。
シェブロンジャパン（旧オロナイト）は、燃料添加剤（清浄剤）ポリエーテルアミン（PEA）や、エンジンオイルの添加剤ミクス・DIパッケージの一大供給元でもあり、多くのケミカル・潤滑剤メーカーと取引がある。

### 燃料添加物
- Techron - Chevron
- Clean System 3 - Texaco